# Regentag (Schiff)
Die Regentag ist eine ursprünglich im Jahr 1910 als reines Motorschiff gebaute hölzerne Ketsch, die Ende der 1960er Jahre von dem österreichischen Künstler Friedensreich Hundertwasser erworben und umgebaut wurde, bis zu seinem Tod in dessen Besitz war und auf der dieser über zehn Jahre lang lebte und arbeitete.
Hundertwasser (bürgerlich: Friedrich Stowasser) übernahm den Namen des Schiffs später in seinen Künstlernamen „Friedensreich Hundertwasser Regentag Dunkelbunt“. Unter der Nr. 703 wurde es auch in sein Werkverzeichnis aufgenommen. Seit 2015 steht es unter Denkmalschutz.

## Geschichte
Die heutige Regentag wurde 1910 als reines Motorboot gebaut. Unter dem Namen San Giuseppe T (Heimathafen: Palermo) wurde sie sechs Jahrzehnte lang für Salz- und Sandtransporte zwischen Nordafrika und Marseille eingesetzt, bis sie 1967 (nach anderen Quellen: 1968) von Friedensreich Hundertwasser erworben und nach Venedig gebracht wurde. Bis 1974 wurde das Schiff nach den Vorstellungen Hundertwassers grundlegend umgebaut. Dabei wurde es um etwa fünf Meter verlängert, zwei Masten eingesetzt, Bug- und Heckpartie umgestaltet sowie neue Decksaufbauten aufgesetzt. Außerdem erhielt das Fahrzeug seinen heutigen Namen.
Nach mehreren Probefahrten im Mittelmeer segelte die Regentag 1975/76 innerhalb von 18 Monaten über Malta, Gibraltar, Westindien, Panama, Galapagos und Tahiti nach Neuseeland. Auf einigen Abschnitten der Reise war Hundertwasser an Bord.
10 Jahre lang diente das Schiff dem Künstler als Zuhause, in dem er lebte und arbeitete. Nachdem es 1995 gesunken war, ließ Hundertwasser es wieder heben und den Rumpf mit Ferrozement umhüllen. Außerdem wurden die Decksaufbauten erneuert und entlang der Wasserlinie ein Band aus Fliesen angebracht.

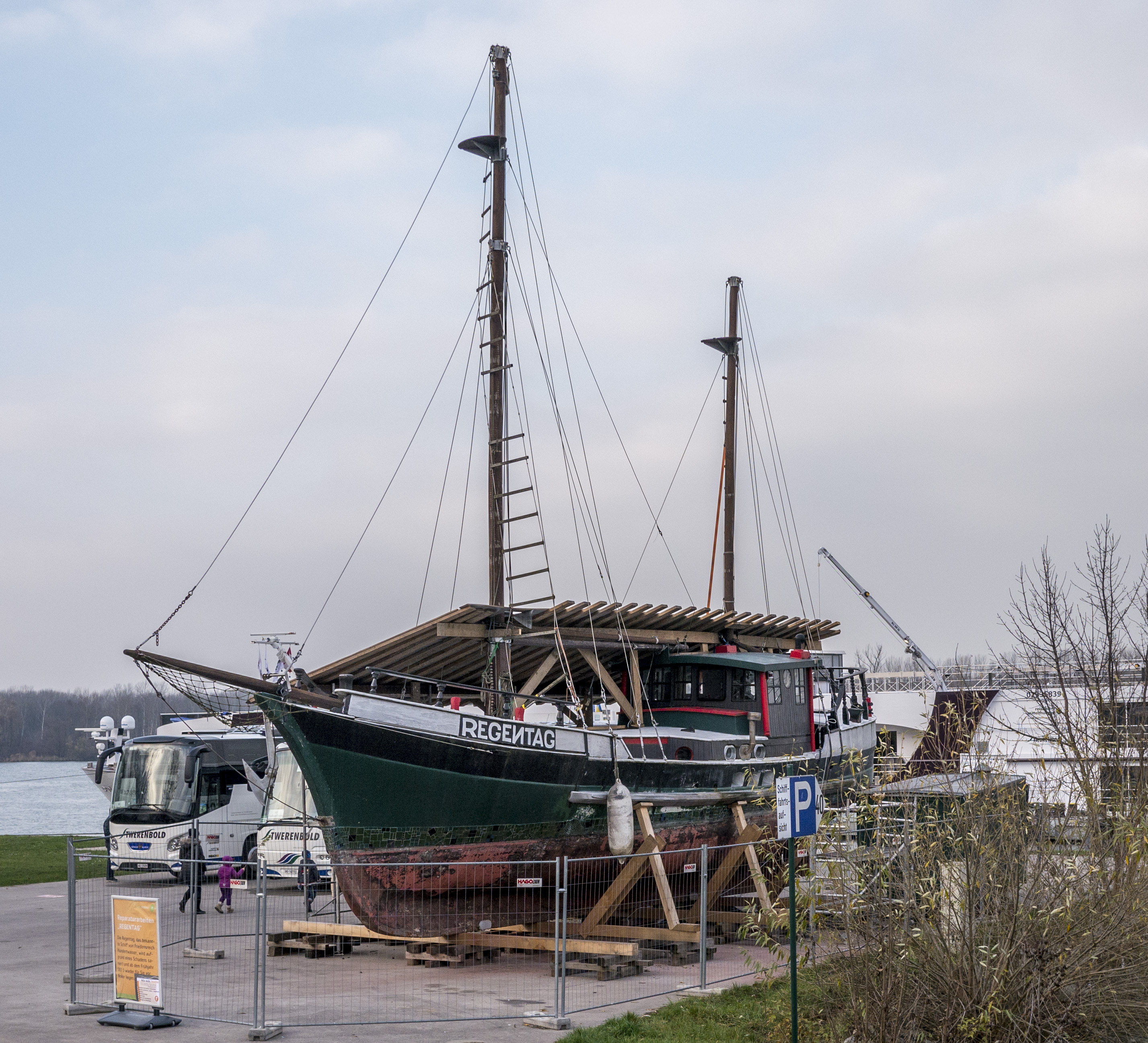
Die Regentag im Trockendock (November 2014)

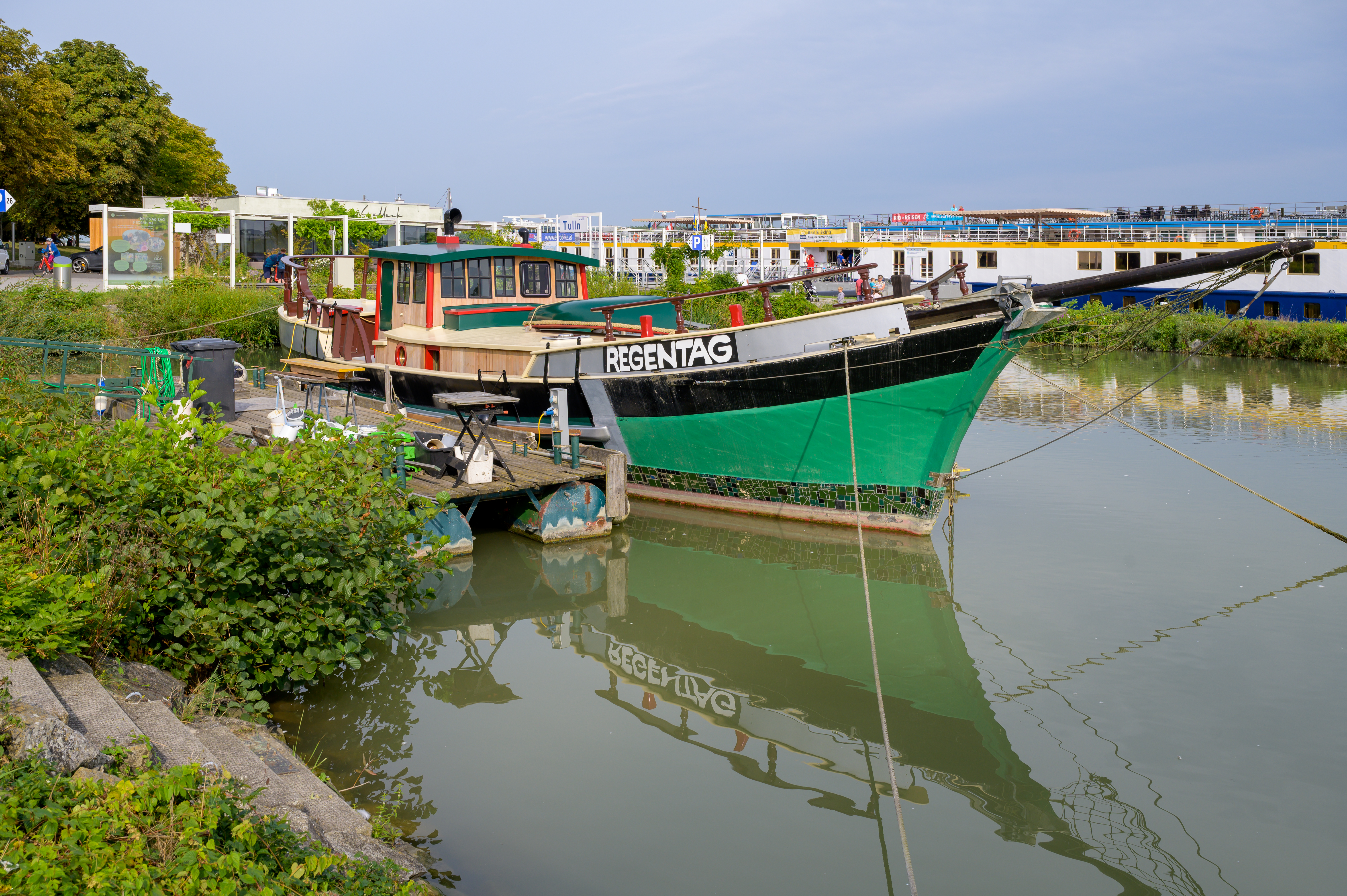
Zustand im August 2022

2004, vier Jahre nach dem Tod des Künstlers, wurde die Regentag anlässlich einer Hundertwasser-Ausstellung nach Tulln an der Donau gebracht. Dazu wurde sie zuerst per Containerschiff von Neuseeland nach Hamburg verfrachtet und dann auf einem Tieflader auf der Straße nach Tulln transportiert. Seitdem liegt sie in der Regel im Gästehafen beim ehemaligen Minoritenkloster.
Im März 2014 wurde das Schiff bei Baggerarbeiten im Hafenbecken an Reling und Seitenwand beschädigt. Über ein halbes Jahr lang lag es deshalb in Tulln im Trockendock. Bei dieser Gelegenheit wurden neben der Beseitigung der Unfallschäden noch weitere Instandhaltungsmaßnahmen durchgeführt, u. a. an der Stopfbuchse. Anfang Juli 2015 konnte es wieder zu Wasser gelassen werden.
Mit Bescheid vom 11. August 2015 wurde die Regentag vom österreichischen Bundesdenkmalamt unter Denkmalschutz gestellt.
Heute befindet sich das Schiff im Besitz der Hundertwasser Gemeinnützigen Privatstiftung. Ihr regelmäßiger Liegeplatz ist der Gästehafen von Tulln.
Im Jahr 2018 starteten umfangreiche Restaurierungsarbeiten, die im Juni 2024 abgeschlossen werden. Besichtigungen sind ab Sommer 2024 wieder möglich.

## Filmische Rezeption
Im Jahr 1972, während das Schiff noch umgebaut wurde, drehte Peter Schamoni über den Künstler Hundertwasser einen Dokumentarfilm mit dem Titel „Hundertwassers Regentag“. Dieser wurde im darauf folgenden Jahr für einen Oscar in der Kategorie Bester Dokumentar-Kurzfilm nominiert.
2020 besuchte Franz Xaver Gernstl im Rahmen seiner Sendereihe Gernstl unterwegs (Folge: Gernstl unterwegs an der Donau: Von Niederösterreich nach Wien) die Regentag während ihrer Restaurierung in Tulln.

## Innenansicht

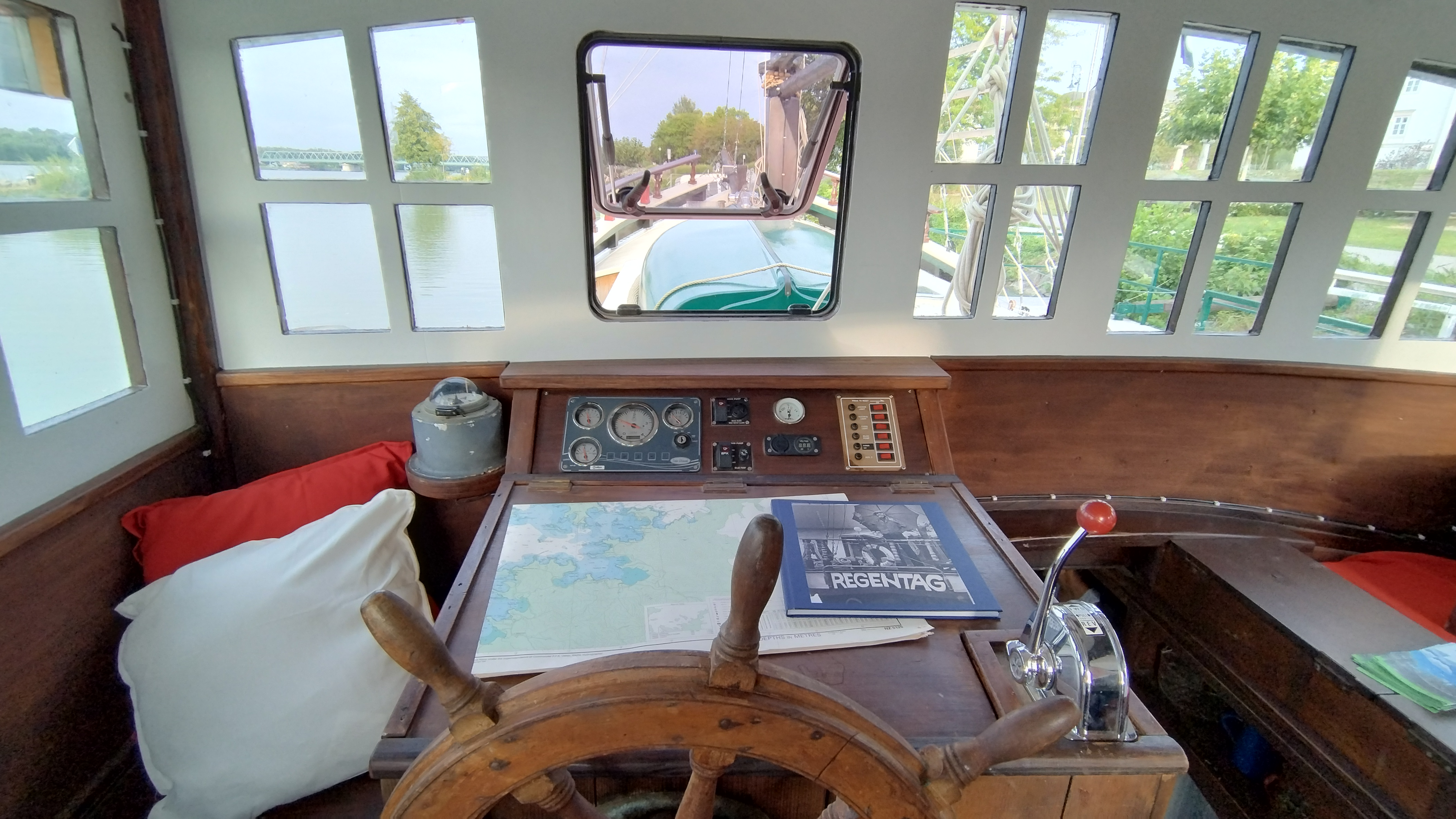
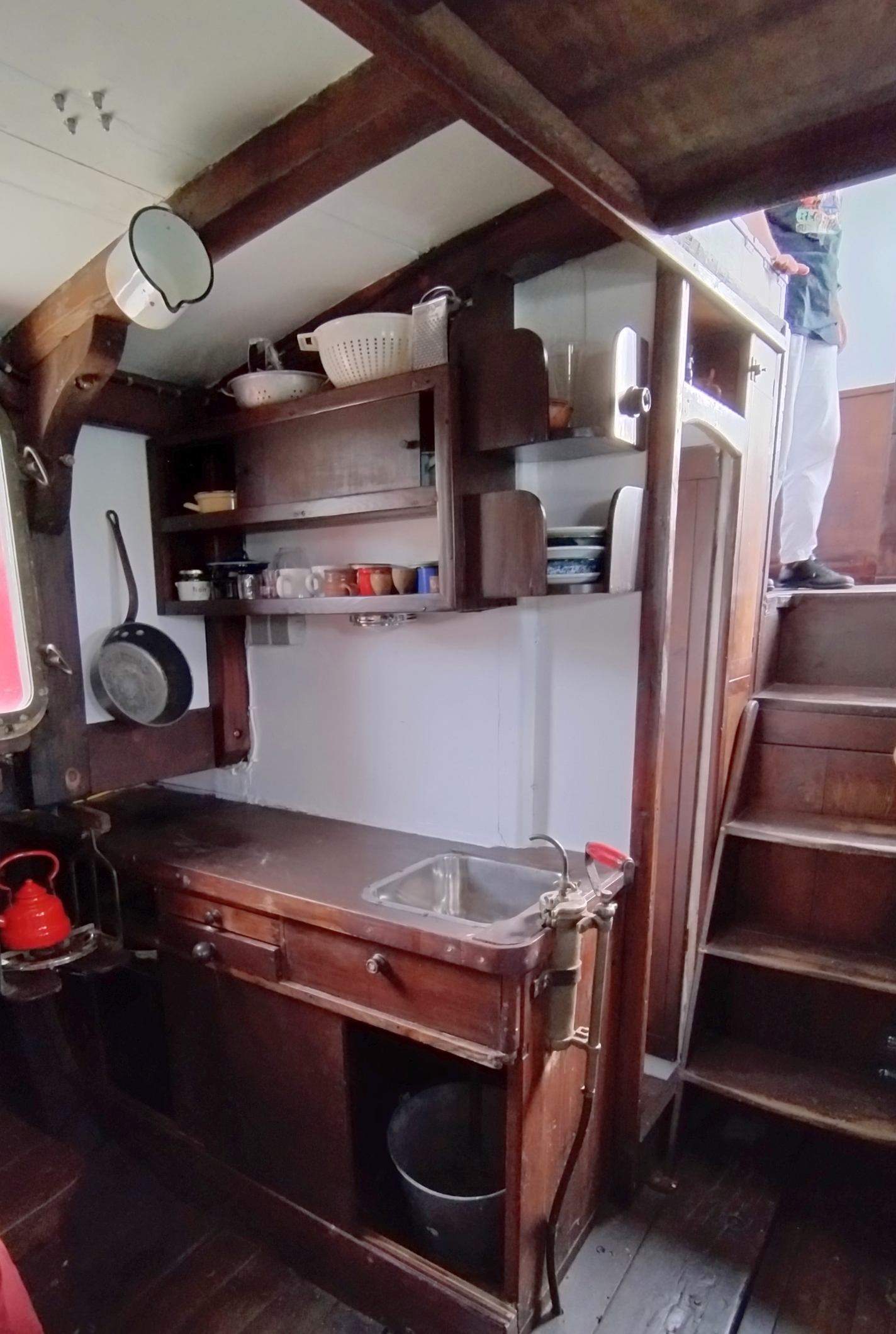
Kochnische
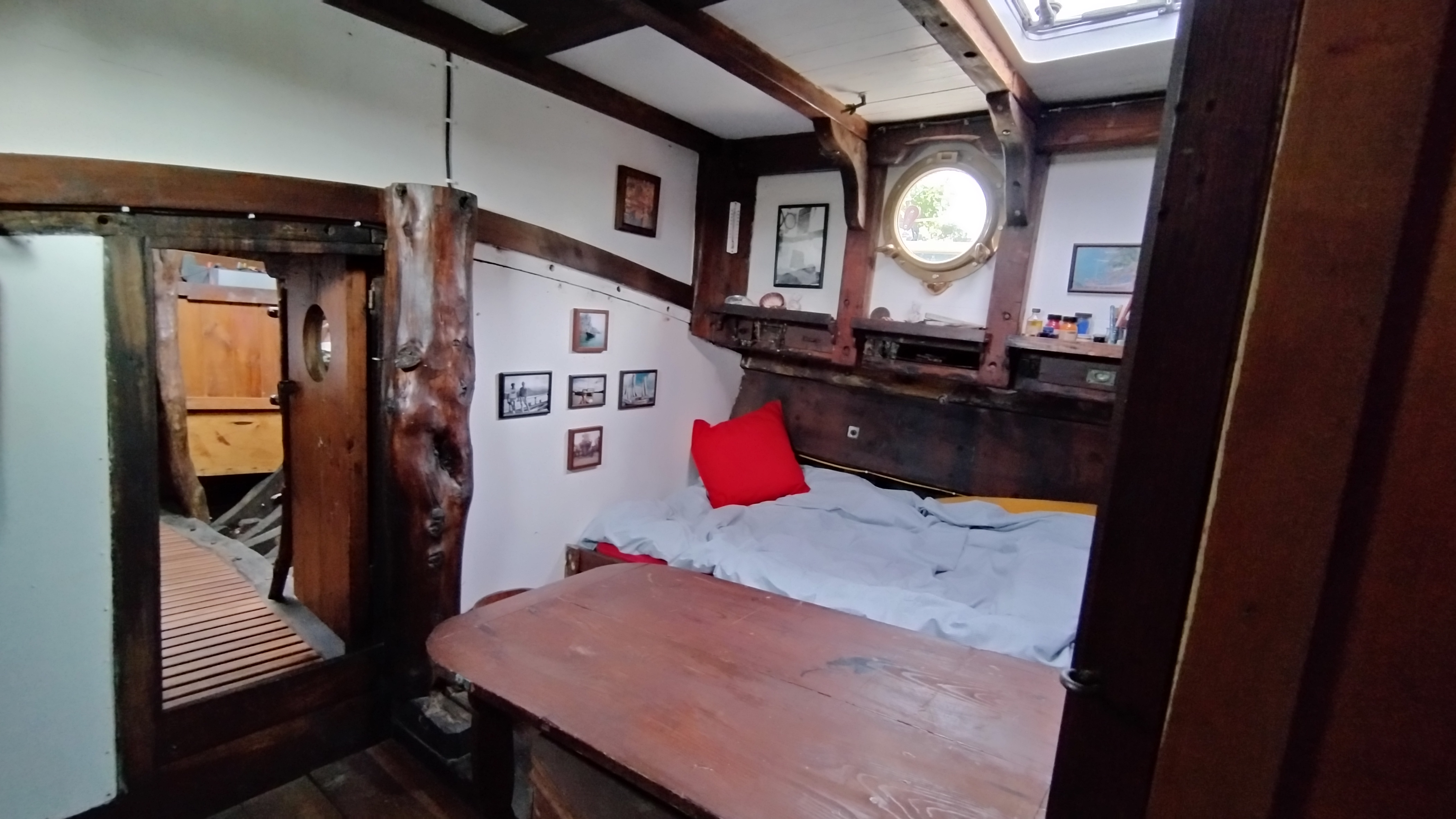
Schlafzimmer
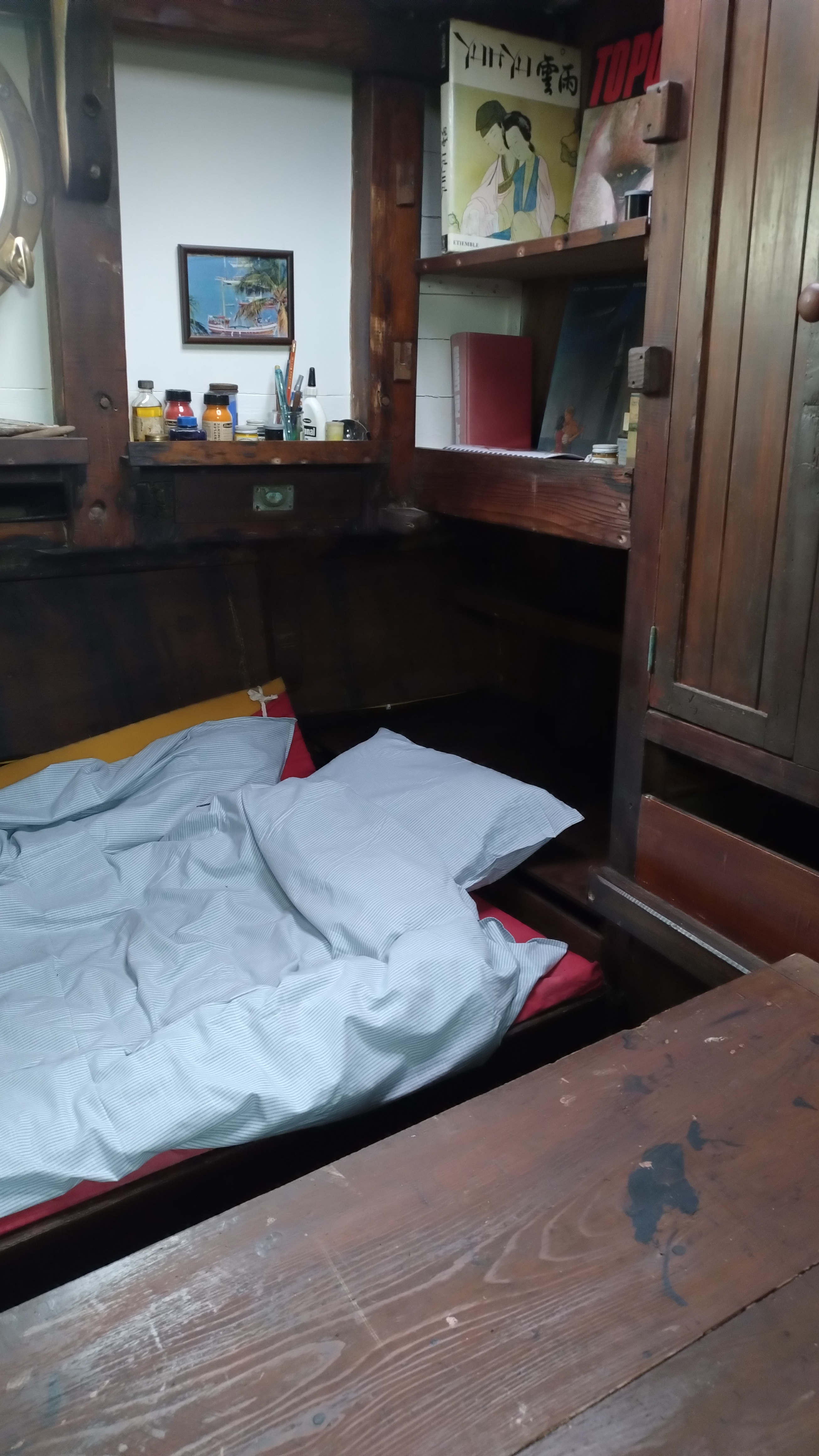
Schlafzimmer
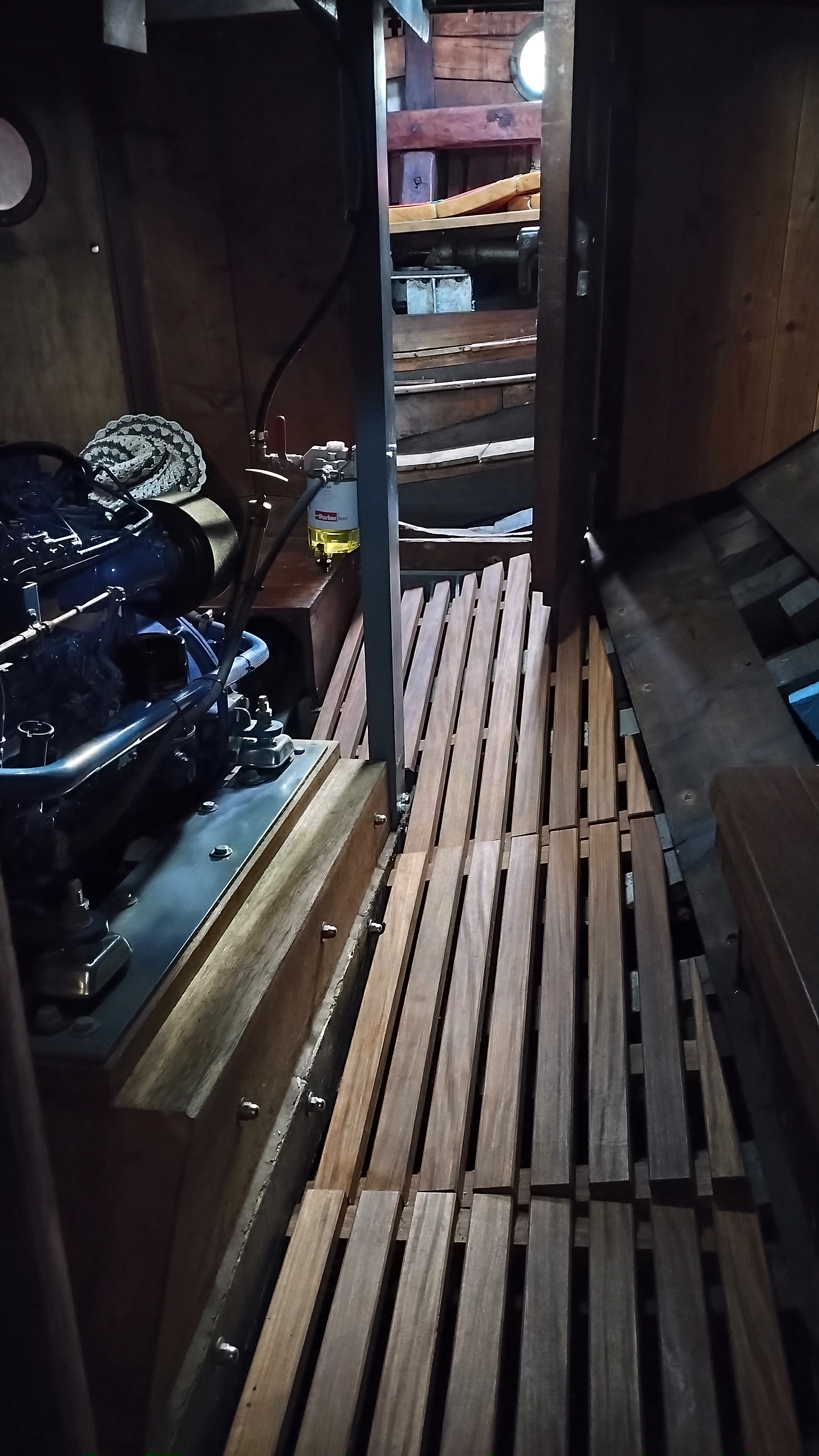
Motor und Durchgang zum Zimmer im Heck
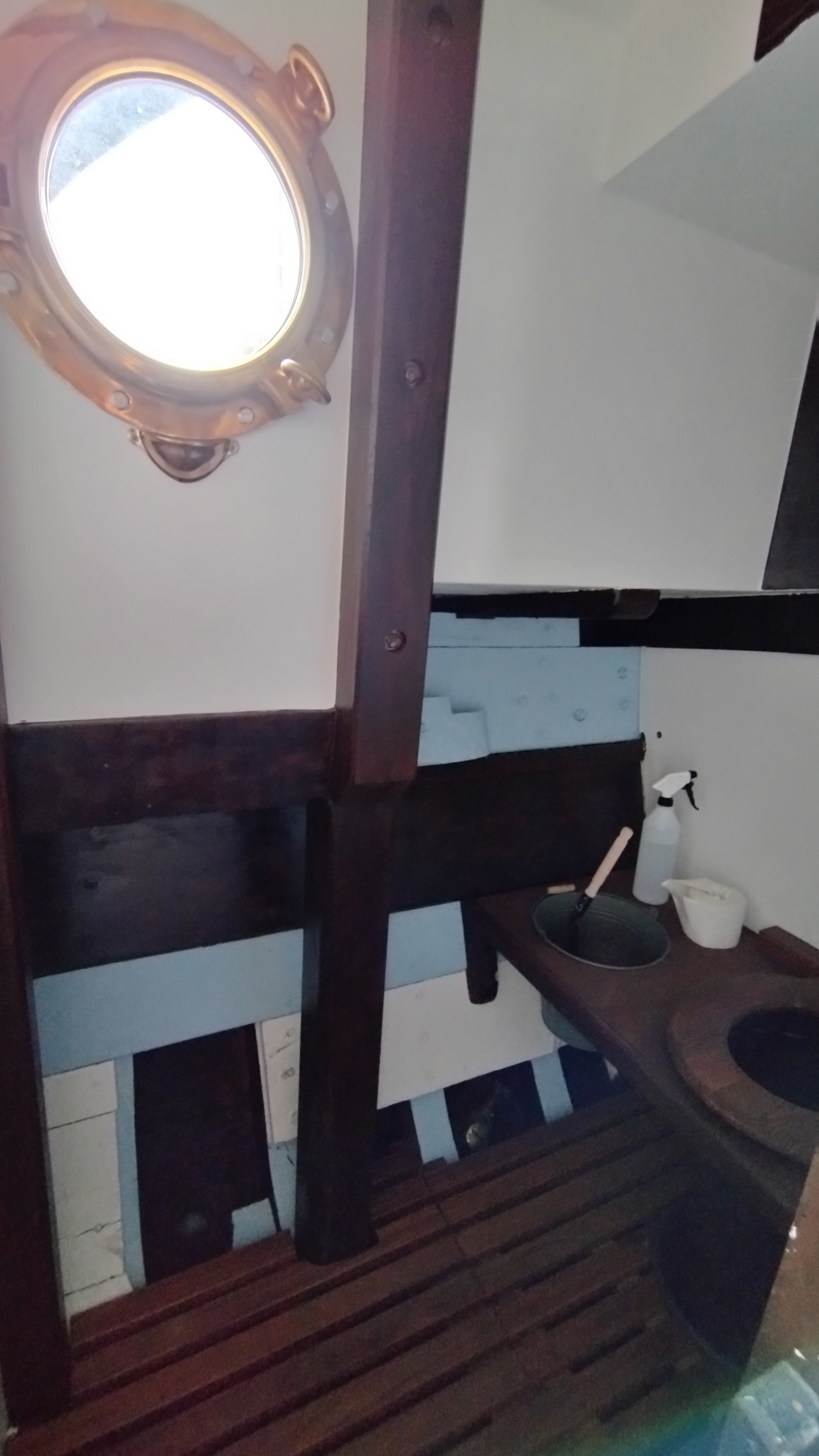
Toilette
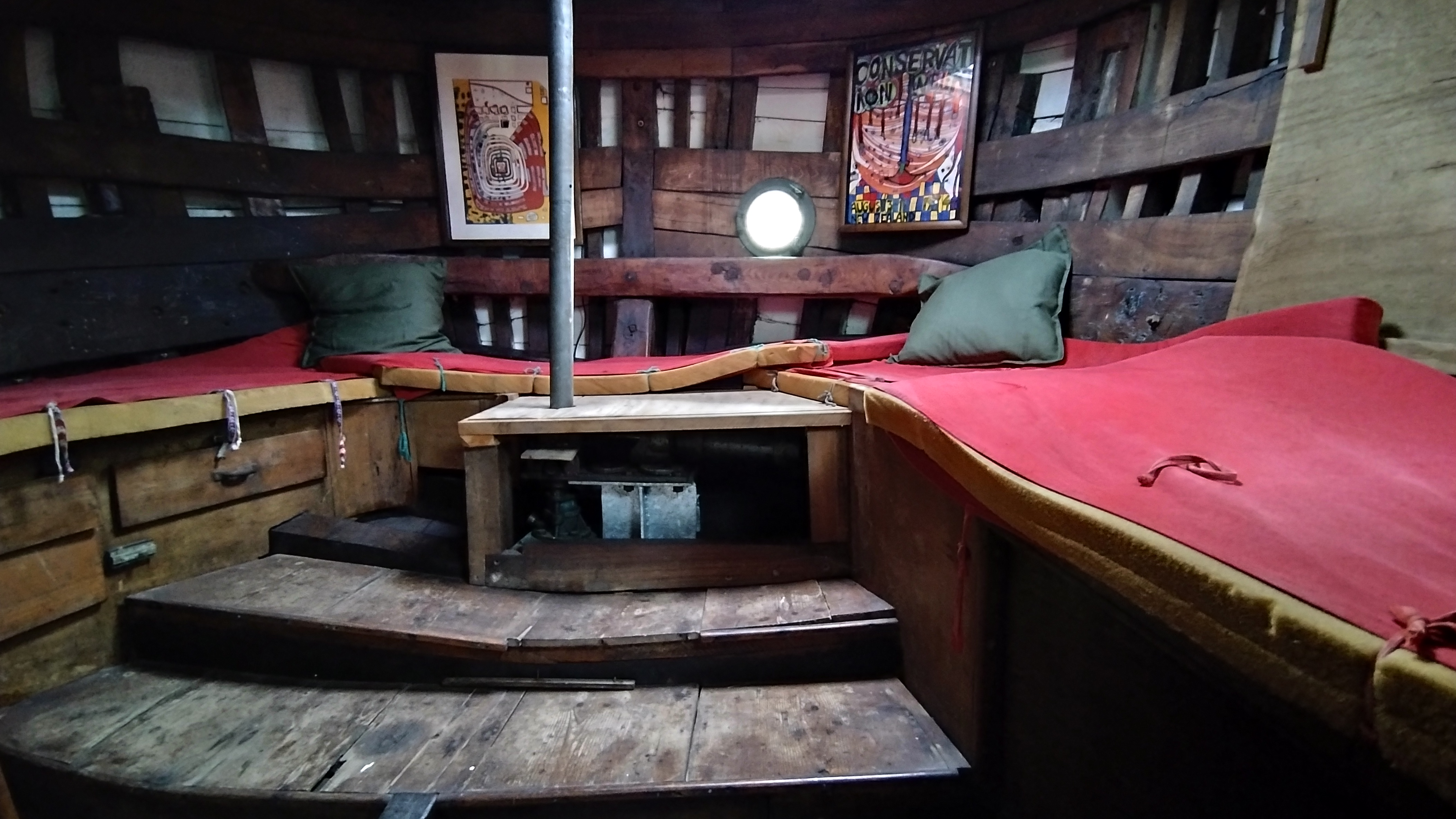
Zimmer im Heck des Schiffes